# Semion Goudzenko
Semion Petrovitch Goudzenko (en russe : Семен Петрович Гудзенко) est un poète soviétique né le 5 mars 1922 à Kiev, en RSS d'Ukraine, et mort le 12 février 1953 à Moscou, Union soviétique.

## Biographie
Fils d'un ingénieur et d'une professeure, il fit ses études secondaires à Kiev, 3 rue Tarasovskaïa, où résidait la famille. En 1939, il s'inscrivit à l'Institut de philosophie, de littérature et d'histoire à Moscou, où il resta jusqu'en 1941. 
Pendant la Grande Guerre patriotique, en tant que volontaire, il fut incorporé dans une brigade d'infanterie motorisée composée d'étudiants et d'athlètes dont la mission était de faire des raids derrière les lignes ennemies. En 1942, lors de la Bataille de Moscou, il fut gravement blessé et atteint d'une commotion cérébrale. Tout en continuant d'écrire des vers qui paraissaient dans la presse du front depuis 1941, il put continuer la lutte contre l'envahisseur en étant correspondant aux armées. Il rejoignit l'équipe de rédaction de la Komsomolskaïa Pravda qui l'envoya à Stalingrad récemment libérée, c'est-à-dire vers la fin du mois de février 1943. Pendant le conflit, ses déplacements se poursuivirent à travers les Carpates et la Hongrie, où il fut envoyé par le journal du troisième front ukrainien : L'offensive Souvorov. En 1944, ses premiers recueils furent édités.
La guerre terminée, il continua d'écrire dans des journaux militaires dont il était correspondant. Mais ses blessures lentement le conduisirent à la mort. De son lit, il recevait ses amis et parlait d'avenir avec eux, ainsi que de la lutte du peuple vietnamien pour son indépendance, des nouvelles inventions et découvertes, de poésie, des aménagements sur la Volga et le Dniepr. Son état empira et il dut dicter ses trois derniers poèmes.
Il avait épousé la fille du général Alekseï Jadov, Larissa Jadova (ru), critique et historienne de l'art, qui par la suite épousa Constantin Simonov. 
L'écrivain fut décoré de l'ordre de l'Étoile rouge et reçut plusieurs médailles.
Mort à Moscou, Semion Goudzenko est enterré au cimetière Vagankovo.
En 1966, le réalisateur Léonide Ossyka inclut les poèmes rédigés par Goudzenko dans le mixage audio de son film de guerre Qui reviendra aimera.

## Œuvres
- 1942 : poèmes Avant l'attaque, La ballade de l'amitié, Nous avons vécu 20 ans (écrit en mai 1942), Le ciel, Première mort, Des loisirs (écrit en avril 1942), Mémoire, Démolitions, Démineur, Camarades, Allégeance.
- 1943 : poèmes Stalingrad, J'ai été dans l'infanterie dans le..., Inscription sur la pierre (écrit le 23 juillet 1943).
- 1944 : recueil Camarades de régiment, son premier recueil inspiré par la vie de simples soldats pendant le conflit.
- 1945 : recueil Poèmes et ballades, poèmes Ma génération, Hôpital sous la neige.
- 1946 : poèmes Nous ne mourrons pas de vieillesse, Aurore, Forêt, Pendre la crémaillère, Automne, Moisson, Tout va pour le mieux dans les Carpates, Épilogue (Je n'étais pas très bien...).
- 1947 : recueil Après le mois de mars, poèmes Mort d'un soldat, Korchevka, Sur l'ancienne frontière, La route des Carpates.
- 1948 : recueil Poèmes de Transcarpatie, Bataille.
- 1949 : recueil Un voyage à Touva.
- 1950 : poème Loin de la garnison, sur la vie quotidienne des hommes de troupe effectuant leur service militaire au Turkménistan en temps de paix.
- 1951 : poème Chaque danse de l'époque...
- 1952 : poème Dans l'attente de ceux qui manquent (écrit en mars et avril 1952).
- 1953 : recueil Nouveau territoire.
- 1962 : recueil Cahiers de l'armée. Blogs, publié à titre posthume.

Dates inconnues : poèmes Je suis du club de la garnison des Carpates, Les tombes des pilotes, Vainqueur, Herbe, Demoman.